# جان هودک
جان هودک (انگلیسی: Jan Hudec؛ زادهٔ ۱۹ اوت ۱۹۸۱) اسکی‌باز آلپاین اهل کانادا است.